# فلويد إتش روبرتس
فلويد إتش روبرتس (بالإنجليزية: Floyd H. Roberts) هو محامي وقاضي أمريكي، ولد في 29 مارس 1879 في بريستول في الولايات المتحدة، وتوفي في 29 يناير 1967.